# Чапаевский мост (Владикавказ)
Чапа́евский мост — железобетонный мост через реку Терек в городе Владикавказ, Северная Осетия, Россия. Соединяет улицу Чапаева и улицу Калинина.

## История
В соответствии с распоряжением Совета Министров РСФСР от 11 января 1954 года за № 86 в городе Орджоникидзе предположено строительство нового моста на реке Терек между улицами Широкой и Чапаева.
Железобетонный мост для трамвайного и автомобильного движения построен в конце 1950-х годов неподалеку от Северного моста. Движение трамваев по мосту открылось 4 декабря 1960 года. В связи с небольшой шириной моста (всего 10 метров), движение автомобилей осуществлялось по трамвайному полотну.
В 1993—1994 годах была проведена реконструкция моста. К основному мосту по бокам были пристроены ещё два моста для автомобильного движения. В честь мэра, при котором мост перестраивали, Чапаевский мост неформально называют Шата́ловским.